# Station Sanda
Station  Sanda  (三田駅,  Sanda-eki) is een spoorwegstation in de Japanse stad Sanda in de prefectuur Hyōgo. Het wordt aangedaan door de Fukuchiyama-lijn (JR Takarazuka-lijn, JR West), de Sanda-lijn en de Koen-Toshi-lijn  (Shintetsu), waarvan de Shintetsu-lijnen hier hun eindstation hebben. Hoewel het station Yokoyama het officiële eindpunt van de Koen-Toshi-lijn is, rijden alle treinen door tot aan het station  Sanda .  

Er zijn aparte perrons voor JR en Shintetsu, waarbij de Shintetsu-lijnen twee perrons delen. 

## Lijnen

### JR West
| 1 | ■ Fukuchiyama-lijn | richting Sasayamaguchi en Fukuchiyama |
| 3 | ■ Fukuchiyama-lijn | richting Sanda en Takarazuka          |

### Shintetsu
| 1,2 | ■ Sanda-lijn      | richting Shin-Kaichi en Arima Onsen |
| 1,2 | ■ Koen-Toshi-lijn | richting Woody Town Chūō            |

## Geschiedenis
Het station aan de Fukuchiyama-lijn werd in 1899 geopend, het station van de Sanda-lijn in 1928.

## Overig openbaar vervoer
Er bevindt zich een busstation nabij het station. Het busvervoer wordt verzorgd door Hankyu en Shinki.

## Stationsomgeving
- Stadhuis van Sanda
- Fabriek van Mitsubishi Electric
- Sunkus
- Kippy mall:
  -  Hankyu Oasis Sanda (supermarkt)
- Mitsui Sumitomo Bank
- Risona Bank
- Mitsubishi Tokyo UFJ Bank

(JR Kioto-lijn<<) ·  Ōsaka ·  Tsukamoto ·  Amagasaki ·  Tsukaguchi ·  Inadera ·  Itami ·  Kita-Itami ·  Kawanishi-Ikeda ·  Nakayamadera ·  Takarazuka ·  Namaze ·  Nishinomiyanajio ·  Takedao ·  Dōjō ·  Sanda ·  Shin-Sanda ·  Hirono ·  Aino ·  Aimoto ·  Kusano ·  Furuichi ·  Minami-Yashiro ·  Sasayamaguchi ·  Tamba-Oyama ·  Shimotaki ·  Tanikawa ·  Kaibara ·  Isō ·  Kuroi ·  Ichijima ·  Tamba-Takeda ·  Fukuchiyama · (>>Sanin-lijn)